# Route 450 (Nouveau-Brunswick)
Pour les articles homonymes, voir Route 450.
La route 450 est une route locale du Nouveau-Brunswick située dans le nord-est de la province, au nord-ouest de Neguac. Elle mesure 22 kilomètres, et est pavée sur toute sa longueur.

## Tracé
La 450 débute à l'ouest de Lavillette, sur la route 8, la principale route reliant Bathurst à Miramichi. Elle se dirige vers l'est pendant 9 kilomètres, puis elle bifurque vers le sud-est à Alainville. Elle se dirige ensuite vers le sud-est pendant 11 kilomètres, jusqu'à Lagaceville, où elle se termine sur la route 11, 2 kilomètres plus loin, à Village-Saint-Laurent. 

## Intersections principales
| Route 450      |                       |    |                                          |                               |
| Comté          | Location              | km | Intersection/Destinations                | Notes                         |
| Northumberland | Lavillette            | 0  | R-8, Bathurst, Miramichi                 | extrémité ouest de la 450     |
| Northumberland | Alainville            | 9  | R-455 est, Lauvergot, Neguac             | elle bifurque vers le sud-est |
| Northumberland | Lagaceville           | 20 | R-445 est, Fairisle                      |                               |
| Northumberland | Village-Saint-Laurent | 22 | R-11, Tracadie-Sheila, Neguac, Miramichi | fin de la 450                 |